# Konfliktfähigkeit
Der Begriff der Konfliktfähigkeit beschreibt die Fähigkeit, eine Auseinandersetzung aufzunehmen, konstruktiv zu bewältigen und nach Möglichkeit bereits im Vorfeld zu vermeiden. Im Wesentlichen deckt er sich mit dem Begriff der Konfliktbereitschaft.
Die Bewältigung von Konflikten impliziert dabei nicht nur die Suche nach einer angemessenen Lösung, sondern auch das Schaffen einer Basis, die gute Beziehungen, Toleranz, Offenheit und den Aufbau einer fairen Streitkultur befördert.

## Voraussetzungen für konfliktfähiges Handeln
- Einfühlungsvermögen in zwischenmenschlichen Prozessen, frühzeitiges Erkennen einer Konfliktsituation
- keine Scheu und kein grundsätzliches Vermeiden vor Konflikten, denn sie können durch eine Veränderung der Situation zu Verbesserungen führen
- Verständnis von Selbst- und Fremdwahrnehmung
- Empathie und Bereitschaft, die Ansichten der anderen Streitpartei zu verstehen sowie
- ein gesundes Maß an Selbstbewusstsein und Selbstbehauptung

Der Grundstein für diese Kompetenzen wird bereits in den frühen Entwicklungsjahren eines Kindes gelegt. Kinder sind weniger konfliktfähig als Erwachsene, aber auch in gleichaltrigen Gruppen kann es konfliktfähige und -unfähige Menschen geben. In demokratischen Gemeinschaften ist Konfliktfähigkeit eine wichtige personale Eigenschaft und Kompetenz.
Nach Ansicht von Pädagogen kann Konfliktfähigkeit erlernt werden. Nicht nur Persönlichkeitsmerkmale können das konfliktfähige Handeln beeinflussen, sondern auch materielle Voraussetzungen spielen unter Umständen eine Rolle. Ein Beispiel dafür ist die gesellschaftliche Stellung von Frauen. Bis ins 20. Jahrhundert hinein waren die Frauen aufgrund ihrer beschränkten Erwerbs- und Handlungsmöglichkeiten weniger konfliktfähig als Männer, da sie sich meist in einer Abhängigkeit zum Mann befanden.
Zur konstruktiven (dienlichen, förderlichen) Konfliktlösung muss von der emotionalen Ebene (Beziehungsebene) Abstand genommen werden, so dass der Gegenstand auf einer sachlichen Ebene (Inhaltsebene) erörtert werden kann.

## Beispiele für Konflikte in unterschiedlichen Bereichen
„Ein Konflikt [...] ist gegeben, wenn die Betroffenen unterschiedliche Interessen, Meinungen, Werte, Handlungspläne oder Ziele haben, diese nicht gleichzeitig in einem für alle befriedigenden Maße realisiert werden können und sich die Konfliktparteien dieser Diskrepanzen bewusst sind.“
1. Politik (Mehrheitsentscheid)
Die Regierungspartei bzw. die Regierungskoalition ist den Oppositionsparteien aufgrund der Mehrheitsverhältnisse allgemein überlegen und daher konfliktfähiger.
2. Wirtschaft (Gewerkschaften)
Gewerkschaften vertreten die Rechte und Interessen der Arbeitnehmer gegenüber den Arbeitgebern. Somit stärken sie die Konfliktfähigkeit der Arbeitnehmer.
3. Kultur und Religion
Auseinandersetzungen, wie zwischen Israel und Palästina (Nahostkonflikt), dauern seit Jahrzehnten an, weil beide Seiten ähnlich stark konfliktbereit sind. Oftmals werden solche Auseinandersetzungen nicht auf der Sachebene geführt.